# Автономна область
Автоно́мна о́бласть (АО) — адміністративно-територіальна одиниця в СРСР, та колишніх його складових: Росії, Таджикистані. У колишньому СРСР автономною областю називалася область, яка мала певні особливості національного складу населення, входила до складу краю або безпосередньо до союзної республіки.
1. Адміністративно-територіальна одиниця низки інших країн.

## Автономна область

### Росія
- Єврейська автономна область утворена 7 травня 1934 року з Єврейського національного району Далекосхідного краю. До 1938 року перебувала у складі Далекосхідного краю, у 1938—1991 роках — у складі Хабаровського краю. Адміністративний центр — місто Біробіджан.

### Таджикистан
- Горно-Бадахшанська автономна область утворена 2 січня 1925 року з центром у місті Хорог.

### СРСР
У СРСР автономна область — область, що утворювалась у межах краю або союзної республіки за національним складом та особливостями побуту її населення. Автономні області користувались певним самоуправлінням у внутрішніх справах. Автономні області виробляли затверджуване Верховною Радою союзної республіки Положення, яке враховувало національні особливості, але були написаі за єдиним планом й стверджували соціалістичну модель розбудови суспільства. Кожна автономна область, незалежно від кількості населення, мала 5 представників у Раді Національностей Верховної Ради СРСР. Органами державної влади і управління автономних областей були Рада депутатів трудящих та виконавчий комітет, що обирався нею. Навчання в навчальних закладах та робота в державних органах велись на рівні з російською також рідною для місцевого населення мовою.
Автономні області створювалися на основі статті 11 Конституції РРФСР 1918 року. Перші автономні області при утворенні називали Трудовими Комунами. У 1918—1926 роках утворено 23 автономних областей, у 1926—1934 — 6 автономних областей. Під час державної розбудови низка автономних областей були перетворені на «автономні радянські соціалістичні республіки» (АРСР): у 1923—1936 роках з автономних областей утворено 15 АРСР і Киргизьку РСР, у 1958—1961 роках іще 2 автономних областей перетворені на АРСР.
Після розпаду СРСР більшість автономних областей були перетворені на «автономні республіки» (крім Єврейської та Горно-Бадахшанської), деякі були скасовані (Нагірно-Карабаська, Південно-Осетинська).

#### РРФСР
- Адигейська у складі Азово-Чорноморського (до 1937 року) і Краснодарського країв існувала з 5 грудня 1936 по 3 липня 1991 року. Перейменована з Адигейської (Черкеської) АО, перетворена на РСР Адигею з центром у Майкопі.
- Адигейська (Черкеська) у складі Кубано-Чорноморської (до 1924 року) і Південно-Східної (1924) областей, Північно-Кавказького (до 1934 року) і Азово-Чорноморського країв існувала з 24 серпня 1922 по 5 грудня 1936 року. Раніше Черкеська (Адигейська) 27 липня — 24 серпня 1922 року була перейменована на Адигейську з центром у Краснодарі.
- Бурят-Монгольська у складі Далекосхідної республіки існувала з 27 квітня 1921 по 30 травня 1923 року. Утворена з частини Забайкальської губернії, увійшла до Бурят-Монгольської АРСР з центром у місті Чита.
- Вотська у складі Нижньогородської області (1929) і Нижньогородського краю існувала з 4 листопада 1920 по 1 січня 1932 року. Утворена з частини В'ятської губернії, перейменована на Удмуртську АО. Адміністративний центр — Глазов (1920—1921), Іжевськ (1921—1932).
- Горно-Алтайська, у складі Алтайського краю існувала з 7 січня 1948 по 25 жовтня 1990 року. Перейменована з Ойротської, перетворена на Горно-Алтайську АРСР. Адміністративний центр — Горно-Алтайськ.
- Інгуська у складі Південно-Східної області (1924) та Північно-Кавказького краю існувала з 7 липня 1924 по 15 січня 1934 року. Утворена з Інгуського національного округу Горянської АРСР, увійшла до складу Чечено-Інгуської автономної області. Адміністративний центр — Владикавказ.
- Кабардино-Балкарська у складі Кубано-Чорноморської (до 1924) і Південно-Східної (1924) областей, Північнокавказького краю існувала з 16 січня 1922 по 5 грудня 1936 року. Утворена з Кабардинської АО і Балкарського національного округу Горянської АРСР, перетворена на АРСР. Адміністративний центр — Нальчик.
- Кабардинська у складі Кубано-Чорноморської області існувал з 1 вересня 1921 по 16 січня 1922 року. Утворена з Кабардинського національного округу Горянської АРСР, увійшла до Кабардино-Балкарської АО. Адміністративний центр — Нальчик.
- Калмицька у складі Нижньоволзької області (1928), Нижньоволзького (1928—1934), Сталінградського (1934—1935) і Ставропольського країв існувала з 4 листопада 1920 по 20 жовтня 1935 року. Утворена з частин Астраханської і Ставропольської губерній і частин Донської та Терської областей. Перетворена на АРСР 9.01.1957—29.07.1958. Адміністративний центр — Астрахань (4.11.1920—29.04.1926), Еліста (29.04.1926—20.10.1935).
- Кара-Калпацька існувала у складі Казахської АРСР до 1930 року. Утворена 16 лютого 1925 року з Амудар'їнської області. 20 березня 1932 року перетворена на АРСР. Адміністративний центр — Турткуль.
- Кара-Киргизька у складі РРФСР існувала з 14 жовтня 1924 по 25 травня 1925 року. Утворена з частин Джетисуйської, Сирдар'їнської та Ферганської областей, перейменована на Киргизьку автономну область 25 травня 1925 року. 1 лютого 1926 року перетворена на АРСР. Адміністративний центр — Пішпек.
- Карачаєво-Черкеська у складі Кубано-Чорноморської (до 1924) і Південно-Східної (1924) областей, Північнокавказького (до 1926) і Ставропольського країв існувала з 12 січня 1922 по 26 квітня 1926 року. Утворена з частини Горянської АРСР, розділена на Карачаєвську АО і Черкеський національний округ. Заново створена 9 січня 1957 року, існувала до 17 листопада 1990 року, з Черкеської АО і частини Ставропольського краю, перетворена на Карачаєво-Черкеську АРСР. Адміністративний центр — Мікоян-Шахар (1922—1926), Черкеськ (1957—1990).
- Карачаєвська у складі Північнокавказького (до 1937), Орджонікідзевського (1937—1943) і Ставропольського країв існувала з 26 квітня 1926 по 23 березня 1944 року. Виділена з Карачаєво-Черкеської АО, увійшла до Ставропольського краю. Адміністративний центр — Мікоян-Шахар (до 1939 року — Баталпашинськ).
- Карельська у складі РРФСР існувала з 8 червня 1920 по 25 липня 1923 року. Утворена з частин Архангельської та Олонецької губерній, називалася Трудовою Комуною, перетворена на АРСР. Адміністративний центр — Петрозаводськ.
- Комі (зирян) у складі Північного краю (з 1929 року) існувала з 22 серпня 1921 по 5 грудня 1936 року. Утворена з частин Архангельської і Північно-Двінської губерній, перетворена на Комі АРСР. Адміністративний центр — Сиктивкар (Усть-Сисольськ).
- Марійська у складі Нижньогородської області (1929), Нижньогородського (1929—1932) і Горьківського країв існувала з 4 листопада 1920 по 5 грудня 1936 року. Утворена з частин В'ятської і Нижньогородської губерній, перетворена на АРСР. Адміністративний центр — Йошкар-Ола (Краснококшайськ).
- Монголо-Бурятська у складі РРФСР з 9 січня 1922 по 30 травня 1923 року. Утворена з частин Забайкальської та Іркутської губерній, увійшла до Бурят-Монгольської АРСР. Адміністративний центр — Іркутськ.
- Мордовська у складі Середньоволзького краю існувала з 10 січня 1930 по 20 грудня 1934 року. Утворена з Мордовського національного округу Середньоволзького краю, перетворена на АРСР. Адміністративний центр — Саранськ.
- Німців Поволжя у складі РРФСР існувала з 19 жовтня 1918 по 19 грудня 1924 року. Утворена з частин Самарської і Саратовської губерній, називалася Трудовою Комуною, перетворена на АРСР. Адміністративний центр — Саратов (1918—1919), Марксштадт (1919—24.07.1922), Покровськ (24.07.1922—19.12.1924).
- Ойратська у складі Алтайської губернії (до 1925), Сибірського (1925—1930) і Західно-Сибірського країв існувала з 1 червня 1922 по 2 березня 1932 року. Утворена з частини Алтайської губернії, перейменована на Ойротську. Адміністративний центр — Улала. УВ складі Алтайського краю з 2 березня 1932 по 7 січня 1948 року. Перейменована на Горно-Алтайську. Адміністративний центр — Ойрот-Тура.
- Північно-Осетинська у складі Південно-Східної області (1924), Північнокавказького краю існувала з 7 липня 1924 по 5 грудня 1936 року. Утворена з Північно-Осетинського національного округу Горянської АРСР, перетворена на АРСР. Адміністративний центр — Орджонікідзе (Владикавказ).
- Тувинська у складі РРФСР існувала з 11 жовтня 1944 по 10 жовтня 1961 року. Утворена з Тувинської Народної Республіки, перетворена на АРСР. Адміністративний центр — Кизил.
- Удмуртська в складі Нижньогородського (1932) і Горьківського країв існувала з 1 січня 1932 по 28 грудня 1934 року. Перейменована з Вотської, перетворена на АРСР. Адміністративний центр — Іжевськ.
- Хакаська в складі Західно-Сибірського (до 1934) і Красноярського країв існувала з 20 жовтня 1930 по 15 серпня 1991 року. Утворена з частини Західно-Сибірського краю, перетворена на Хакаську РСР. Адміністративний центр — Абакан.
- Черкеська в складі Північнокавказького (до 1937), Орджонікідзевського (1937—1943) і Ставропольського країв існувала з 30 квітня 1928 по 9 січня 1957 року. Утворена з Черкеського національного округу, увійшла до Карачаєво-Черкеської АО. Адміністративний центр — Черкеськ (Баталпашинськ, Сулимов).
- Чеченська в складі Кубано-Чорноморської (до 1924) і Південно-Східної (1924) областей, Північнокавказького краю існувала з 30 листопада 1922 по 15 січня 1934 року. Утворена з Чеченського національного округу Горянської АРСР. У 1929 році був приєднаний Сунженський козацький округ. Увійшла до Чечено-Інгуської АО. Адміністративний центр — Грозний.
- Чечено-Інгуська в складі Північнокавказького краю існувала з 15 січня 1934 по 5 грудня 1936 року. Утворена з Чеченської та Інгуської АО, перетворена на АРСР. Адміністративний центр — Грозний.
- Чуваська в складі РРФСР існувала з 24 червня 1920 по 21 квітня 1925 року. Утворена з частин Казанської та Симбірської губерній, називалася Трудовою Комуною, перетворена на АРСР. Адміністративний центр — Чебоксари.

#### Азербайджанська РСР
- Нагірного Карабаху у складі Азербайджанської РСР існувала з 7 липня 1923 року по 1936 рік. Утворена з частини Азербайджанської РСР, перейменована на Нагірно-Карабаську з центром у місті Степанакерт (у 1923 — Шуша). Нагірно-Карабаська автономна область існувала по 3 вересня 1991 року, коли була перейменована в АО Нагірного Карабаху й увійшла до складу самопроголошеної Нагірно-Карабаської Республіки.
- Нахічеванська у складі Азербайджанської РСР існувала з 1923 по 9 лютого 1924 року. Утворена з частини колишньої Еріванської губернії, називалася Автономним краєм, перетворена на АРСР. Адміністративний центр — Нахічевань.

#### Грузинська РСР
- Південно-Осетинська у складі Грузинської РСР існувала з 20 квітня 1922 по 11 грудня 1990 року. Була утворена з частини Горянської АРСР, увійшла до складу Грузії. Адміністративний центр — Цхінвалі (Сталінірі).

#### Таджицька РСР
- Горно-Бадахшанська автономна область у складі Таджицької РСР утворена 2 січня 1925 року з центром у місті Хорог.

## Автономна префектура

### Іспанія
- Автономна спільнота

### Китай
- Автономні префектури КНР